# Imogen
Imogen (ˈɪmədʒən), alternativ Imogene (ˈɪm.ə.d͡ʒin; hauptsächlich in den USA), ist ein weiblicher Vorname, der vermutlich von einer Rolle aus William Shakespeares Theaterstück Cymbeline abgeleitet ist. Dabei handelt es sich um einen Druckfehler des Namens Innogen, der nie korrigiert wurde. Der Name Innogen geht auf den gälischen Namen inghean zurück und bedeutet „Magd“, „Jungfer“.

## Namensträgerinnen
- Imogen Bankier (* 1987), britische Badmintonspielerin
- Imogen Carpenter (1912–1993), amerikanische Schauspielerin, Musikerin, Komponistin und Musiklehrerin
- Imogene Coca (1908–2001), US-amerikanische Comedy-Schauspielerin
- Imogen Cooper (* 1949), britische Pianistin
- Imogen Cunningham (1883–1976), US-amerikanische Fotografin
- Imogen Grant (* 1996), britische Leichtgewichts-Ruderin
- Imogen Heap (* 1977), britische Sängerin und Komponistin
- Imogen Holst (1907–1984), britische Musikschriftstellerin, Komponistin und Dirigentin, Tochter von Gustav Holst
- Imogen Kimmel (* 1957), deutsche Regisseurin und Autorin
- Imogen King (* 1996), britische Schauspielerin
- Imogene King (1923–2007), US-amerikanische Krankenschwester, Hochschullehrerin, Pionierin der pflegetheoretischen Entwicklung
- Imogen Kogge (* 1957), deutsche Schauspielerin
- Imogene Opton (* 1932), US-amerikanische Skirennläuferin
- Imogene Robertson (1905–1948), US-amerikanische Stummfilm-Schauspielerin und Tänzerin
- Imogene Robinson Morrell (* 1828 oder 1837; † 1908), US-amerikanische Kunstlehrerin sowie Porträt- und Historienmalerin
- Imogen Poots (* 1989), britische Schauspielerin
- Imogen Seger (1915–1995), deutschamerikanische Soziologin und Journalistin
- Imogen Simmonds (* 1993), britisch-schweizerische Triathletin
- Imogen Stidworthy (* 1963), britische Video- und Filmkünstlerin
- Imogen Stuart (1927–2024), deutsch-irische Bildhauerin
- Imogen Stubbs (* 1961), britische Schauspielerin
- Imogen Sutton, kanadisch-britische Filmproduzentin und Regisseurin
- Imogen Waterhouse (* 1994), britisches Model und Schauspielerin

## Weiteres
- Imogen (Schiff, 1831), ein Schiff sechsten Ranges der Royal Navy
- Imogen (Schiff, 1937), Zerstörer der britischen Royal Navy im Zweiten Weltkrieg